# Торків
То́рків — село в Україні, у Шпиківській селищній громаді Тульчинського району Вінницької області. Населення становить 1007 осіб.
Назва села походить від тюркомовних племен торків, які в 11—13 століттях захищали південні рубежі Київської Русі.

## Історія
Станом на 1885 рік у колишньому власницькому селі Шпиківської волості Брацлавського повіту Подільської губернії мешкало 484 особи, налічувалось 86 дворових господарств, православна церква, 2 постоялих будинки й кінний млин.
1892 існувало 144 дворових господарств, проживало 753 мешканці.
За переписом 1897 року кількість мешканців зросла до 777 осіб (377 чоловічої статі та 400 — жіночої), з яких 684 — православної віри, 93 — римо-католицької.
1905 року у селі, що належало Н. П. Балашову, існувало 172 дворових господарства, проживало 475 мешканців, існувала православна церква, церковно-приходська школа й поштова станція.
7 (20) листопада 1917 року, відповідно до Третього Універсалу Української Центральної Ради, увійшло до складу Української Народної Республіки.
12 червня 2020 року, відповідно до Розпорядження Кабінету Міністрів України від  № 707-р «Про визначення адміністративних центрів та затвердження територій територіальних громад Вінницької області», увійшло до складу Шпиківської селищної територіальної громади.
19 липня 2020 року, в результаті адміністративно-територіальної реформи та ліквідації Тульчинського район(1923 — 2020), село увійшло до складу новоутвореного Тульчинського району.

## Населення

### Мова
Розподіл населення за рідною мовою за даними :
| Мова       | Кількість | Відсоток |
| ---------- | --------- | -------- |
| українська | 997       | 99.01%   |
| російська  | 9         | 0.89%    |
| білоруська | 1         | 0.10%    |
| Усього     | 1007      | 100%     |

## Відомі уродженці
- Бєлінський Степан Сидорович (1916—1995) — повний кавалер ордена Слави.
- Грубий Анатолій Васильович (1971—2015) — сержант Збройних сил України, учасник російсько-української війни.
- Дровозюк Степан Іванович (1954) — доктор історичних наук, професор, краєзнавець, історик.
- Долін Володимир Гдаліч (1932—2004) — український ентомолог, спеціаліст із жуків-коваликів, палеонтолог. Член-кореспондент НАН України.